# أثمون
الأُثمون (بالإنجليزية: octet)‏ هي وحدة تخزين المعلومات في مجال الحوسبة والاتصال عن بعد التي تتكون من ثمانية بت. وغالبا ما يستخدم المصطلح عندما يكون مصطلح البايت غامضاَ، إذ لا يوجد أي معيار لحجم البايت.

## نظرة عامة
ان البايت وحدة ليست موحدة وقد مثلت العديد من أحجام التخزين في تاريخ الحوسبة. ومع ذلك، وبسبب تأثير عدة معماريات حاسوبية رئيسية وخطوط إنتاج، أصبح البايت يرتبط بشكل كبير مع 8 بت. في حين أن بالنسبة لمعظم الناس اليوم، أصبح البايت ومجموعة الثماني مترادفان، ويتجنب أولئك الذين يعملون مع بعض النظم القديمة الالتباس.
غالبا ما يتم عرض الثمانية باستخدام العديد من الممثلات، على سبيل المثال في نظام عد ستة عشري، أو نظام عد عشري، أو نظام عد ثماني. والقيمة الثنائية لكل مجموعة 8 بت (أو تشغيل) هي 11111111، مساوية لقيمة عد ست عشري FF، والقيمة العشرية 255، والقيمة الثمانية 377.
تستخدم الثمانية في تمثيل عناوين بروتوكول الإنترنت شبكة الحاسوب. فيتكون عنوان بروتوكول الإنترنت النسخة 4 من أربع مجموعات ثماني، وعادة ما تظهر بشكل فردي على شكل سلسلة من قيم عشرية تتراوح من 0 إلى 255، كل مفصولة بنقطة. وباستخدام مجموعة ثمانية مع مجموعة البت الثمانية، يصبح تمثيل أعلى عنوان الإنترنت النسخة 4 مرقم هو 255.255.255.255.
يشار إلى متسلسلة متغيرة الطول مكونة من ثماني، كما هو في Abstract Syntax Notation One (ASN.1)، على أنها خيط ثماني.

## الأصل
تأتي كلمة octet من البادئة العددية اللاتينية واليونانية Octo، أي ثمانية.

## الاستخدام
غالبا ما يستخدم مصطلح الثماني عندما يكون هناك التباس مع استخدام البايت، إذ لا يوجد أي معيار لحجم البايت. وهي كثيرا ما تستخدم في منشورات طلب تعليقات (RFC) لـ اللجنة الخاصة لنظام الانترنت لوصف أحجام تخزين معاملات بروتوكول الشبكة. وأول مثال على ذلك هو RFC 635 منذ عام 1974.
في فرنسا، وكندا الفرنسية، ورومانيا، تستخدم كلمة الثماني في اللغة العامة بدلا من بايتعندما تكون بمعنى 8 بت، فعلى سبيل المثال، تسمى الميغا بايت (MB) ميغا أوكتت (Mo).

## مضاعفات الوحدة
ويمكن استخدام مجموعات الثمانية مع سابقة النظام الدولي للوحدات أو سابقة ثنائية (قوة اثنين من السابقات) كما هي موحدة من قبل اللجنة الإلكتروتكنية الدولية في عام 1998.
| 1 kibioctet (Kio) | == 210 octets | == 1024 octets | == 1024 octets                      |
| 1 mebioctet (Mio) | == 220 octets | = 1024 Kio     | == 1048576 octets                   |
| 1 gibioctet (Gio) | == 230 octets | = 1024 Mio     | == 1073741824 octets                |
| 1 tebioctet (Tio) | == 240 octets | = 1024 Gio     | == 1099511627776 octets             |
| 1 pebioctet (Pio) | == 250 octets | = 1024 Tio     | == 1125899906842624 octets          |
| 1 exbioctet (Eio) | == 260 octets | = 1024 Pio     | == 1152921504606846976 octets       |
| 1 zebioctet (Zio) | == 270 octets | = 1024 Eio     | == 1180591620717411303424 octets    |
| 1 yobioctet (Yio) | == 280 octets | = 1024 Zio     | == 1208925819614629174706176 octets |

وتبقى سابقة النظام الدولي للوحدات كيلو، وميغا، وجيجا، وتيرا،...الخ كما هم وكما هو الحال مع جميع وحدات النظام الدولي، المتمركزة على قوة 10. وفي هذه الحالة:
| 1 kilooctet (ko)  | == 103 octets  | == 1000 octets | == 1000 octets |
| 1 megaoctet (Mo)  | == 106 octets  | = 1000 ko      | == 1000 octets |
| 1 gigaoctet (Go)  | == 109 octets  | = 1000 Mo      | == 1000 octets |
| 1 teraoctet (To)  | == 1012 octets | = 1000 Go      | == 1000 octets |
| 1 petaoctet (Po)  | == 1015 octets | = 1000 To      | == 1000 octets |
| 1 exaoctet (Eo)   | == 1018 octets | = 1000 Po      | == 1000 octets |
| 1 zettaoctet (Zo) | == 1021 octets | = 1000 Eo      | == 1000 octets |
| 1 yottaoctet (Yo) | == 1024 octets | = 1000 Zo      | == 1000 octets |